# 戴庆厦
戴庆厦（1935年—），男，福建仙游人，中国语言学家，中央民族大学教授，曾任中国语言学会副会长。